# Liste der Nummer-eins-R&B-Alben in den USA (2016)
Dies ist eine Liste der Nummer-eins-Alben in den von Billboard ermittelten Verkaufscharts für R&B/Hip-Hop-, R&B- sowie Rap-Alben in den USA im Jahr 2016. In diesem Jahr gab es neunzehn Nummer-eins-Alben.

## R&B/Hip-Hop-Alben (Top 50)
| ← 2015 ← | Liste der Nummer-eins-R&B-Alben in den USA | Liste der Nummer-eins-R&B-Alben in den USA | Liste der Nummer-eins-R&B-Alben in den USA            | 2017 →                    |
| \| Zeitraum \| Wo. ges. \| Interpret \| Titel \| Zusätzliche Informationen \| \| (Zeitraum, Wochen auf Platz eins, Interpret, Titel, zusätzliche Informationen) \| \| \| \| \| \| ------------------------------------------------------------------------------ \| -------- \| ---------------------------------- \| -------------------------------------------------------- \| ------------------------- \| \| 26. Dezember 2015 – 1. Januar 2016 1 Woche (insgesamt 1) \| 1 \| G-Eazy \| When It’s Dark Out[1] \| – \| \| 2. Januar 2016 – 8. Januar 2016 1 Woche (insgesamt 1) \| 1 \| R. Kelly \| The Buffet[2] \| – \| \| 9. Januar 2016 – 29. Januar 2016 3 Wochen (insgesamt 3) \| 3 \| Chris Brown \| Royalty[3] \| – \| \| 30. Januar 2016 – 5. Februar 2016 1 Woche (insgesamt 8) \| 8 \| The Weeknd \| Beauty Behind the Madness[4] \| – \| \| 6. Februar 2016 – 12. Februar 2016 1 Woche (insgesamt 1) \| 1 \| Original Motion Picture Soundtrack \| Straight Outta Compton: Music from the Motion Picture[5] \| – \| \| 13. Februar 2016 – 19. Februar 2016 1 Woche (insgesamt 1) \| 1 \| Tank \| Sex Love & Pain II[6] \| – \| \| 20. Februar 2016 – 26. Februar 2016 1 Woche (insgesamt 1) \| 1 \| Rihanna \| Anti[7] \| – \| \| 27. Februar 2016 – 4. März 2016 1 Woche (insgesamt 1) \| 1 \| Future \| Evol[8] \| – \| \| 5. März 2016 – 11. März 2016 1 Woche (insgesamt 2) \| 2 \| Rihanna \| Anti \| – \| \| 12. März 2016 – 18. März 2016 1 Woche (insgesamt 1) \| 1 \| Yo Gotti \| The Art of Hustle[9] \| – \| \| 19. März 2016 – 25. März 2016 1 Woche (insgesamt 1) \| 1 \| Macklemore & Ryan Lewis \| This Unruly Mess I’ve Made[10] \| – \| \| 26. März 2016 – 8. April 2016 2 Wochen (insgesamt 3) \| 3 \| Kendrick Lamar \| Untitled Unmastered[11] \| – \| \| 9. April 2016 – 15. April 2016 1 Woche (insgesamt 3) \| 3 \| Rihanna \| Anti \| – \| \| 16. April 2016 – 22. April 2016 1 Woche (insgesamt 1) \| 1 \| K. Michelle \| More Issues Than Vogue[12] \| – \| \| 23. April 2016 – 29. April 2016 1 Woche (insgesamt 1) \| 1 \| Twenty88 \| Twenty88[13] \| – \| \| 30. April 2016 – 6. Mai 2016 1 Woche (insgesamt 4) \| 4 \| Rihanna \| Anti \| – \| \| 7. Mai 2016 – 13. Mai 2016 1 Woche (insgesamt 1) \| 1 \| Royce da 5′9″ \| Layers[14] \| – \| \| 14. Mai 2016 – 20. Mai 2016 1 Woche (insgesamt 10) \| 10 \| Beyoncé \| Lemonade[15] \| – \| \| 21. Mai 2016 – 3. Juni 2016 2 Wochen (insgesamt 2) \| 2 \| Drake \| Views[16] \| – \| \| 4. Juni 2016 – 8. Juli 2016 5 Wochen (insgesamt 6) \| 6 \| Beyoncé \| Lemonade \| – \| \| 9. Juli 2016 – 15. Juli 2016 1 Woche (insgesamt 3) \| 3 \| Drake \| Views \| – \| \| 16. Juli 2016 – 22. Juli 2016 1 Woche (insgesamt 7) \| 7 \| Beyoncé \| Lemonade \| – \| \| 23. Juli 2016 – 29. Juli 2016 1 Woche (insgesamt 1) \| 1 \| Maxwell \| blackSUMMERS'night[17] \| – \| \| 30. Juli 2016 – 5. August 2016 1 Woche (insgesamt 1) \| 1 \| Schoolboy Q \| Blank Face LP[18] \| – \| \| 6. August 2016 – 12. August 2016 1 Woche (insgesamt 8) \| 8 \| Beyoncé \| Lemonade \| – \| \| 13. August 2016 – 19. August 2016 1 Woche (insgesamt 1) \| 1 \| Gucci Mane \| Everybody Looking[19] \| – \| \| 20. August 2016 – 26. August 2016 1 Woche (insgesamt 2) \| 2 \| DJ Khaled \| Major Key[20] \| – \| \| 27. August 2016 – 2. September 2016 1 Woche (insgesamt 9) \| 9 \| Beyoncé \| Lemonade \| – \| \| 3. September 2016 – 9. September 2016 1 Woche (insgesamt 1) \| 1 \| PartyNextDoor \| PartyNextDoor 3[21] \| – \| \| 10. September 2016 – 23. September 2016 2 Wochen (insgesamt 2) \| 2 \| Frank Ocean \| Blonde[22] \| – \| \| 17. September 2016 – 23. September 2016 1 Woche (insgesamt 1) \| 1 \| De La Soul \| And the Anonymous Nobody...[23] \| – \| \| 24. September 2016 – 30. September 2016 1 Woche (insgesamt 1) \| 1 \| Travis Scott \| Birds in the Trap Sing McKnight[24] \| – \| \| 1. Oktober 2016 – 7. Oktober 2016 1 Woche (insgesamt 10) \| 10 \| Beyoncé \| Lemonade \| – \| \| 8. Oktober 2016 – 14. Oktober 2016 1 Woche (insgesamt 1) \| 1 \| Mac Miller \| The Divine Feminine[25] \| – \| \| 15. Oktober 2016 – 21. Oktober 2016 1 Woche (insgesamt 2) \| 2 \| Maxwell \| blackSUMMERS'night \| – \| \| 22. Oktober 2016 – 4. November 2016 2 Wochen (insgesamt 2) \| 2 \| Solange \| A Seat at the Table[26] \| – \| \| 5. November 2016 – 11. November 2016 1 Woche (insgesamt 1) \| 1 \| The Game \| 1992[27] \| – \| \| 12. November 2016 – 18. November 2016 1 Woche (insgesamt 1) \| 1 \| Joe Budden \| Rage & The Machine[28] \| – \| \| 19. November 2016 – 25. November 2016 1 Woche (insgesamt 1) \| 1 \| Jeezy \| Trap or Die 3[29] \| – \| \| 26. November 2016 – 2. Dezember 2016 1 Woche (insgesamt 1) \| 1 \| Alicia Keys \| Here[30] \| – \| \| 3. Dezember 2016 – 9. Dezember 2016 1 Woche (insgesamt 1) \| 1 \| A Tribe Called Quest \| We Got It from Here … Thank You 4 Your Service[31] \| – \| \| 10. Dezember 2016 – 16. Dezember 2016 1 Woche (insgesamt 1) \| 1 \| Bruno Mars \| 24K Magic[32] \| – \| \| 17. Dezember 2016 – 23. Dezember 2016 1 Woche (insgesamt 1) \| 1 \| The Weeknd \| Starboy[33] \| – \| \| 24. Dezember 2016 – 30. Dezember 2016 1 Woche (insgesamt 1) \| 1 \| Various Artists \| The Hamilton Mixtape[34] \| – \| |                                            |                                            |                                                       |                           |
| ← 2015 |                                            |                                            |                                                       | → 2017 →                  |
| Zeitraum | Wo. ges.                                   | Interpret                                  | Titel                                                 | Zusätzliche Informationen |
| (Zeitraum, Wochen auf Platz eins, Interpret, Titel, zusätzliche Informationen) |                                            |                                            |                                                       |                           |
| 26. Dezember 2015 – 1. Januar 2016 1 Woche (insgesamt 1) | 1                                          | G-Eazy                                     | When It’s Dark Out                                    | –                         |
| 2. Januar 2016 – 8. Januar 2016 1 Woche (insgesamt 1) | 1                                          | R. Kelly                                   | The Buffet                                            | –                         |
| 9. Januar 2016 – 29. Januar 2016 3 Wochen (insgesamt 3) | 3                                          | Chris Brown                                | Royalty                                               | –                         |
| 30. Januar 2016 – 5. Februar 2016 1 Woche (insgesamt 8) | 8                                          | The Weeknd                                 | Beauty Behind the Madness                             | –                         |
| 6. Februar 2016 – 12. Februar 2016 1 Woche (insgesamt 1) | 1                                          | Original Motion Picture Soundtrack         | Straight Outta Compton: Music from the Motion Picture | –                         |
| 13. Februar 2016 – 19. Februar 2016 1 Woche (insgesamt 1) | 1                                          | Tank                                       | Sex Love & Pain II                                    | –                         |
| 20. Februar 2016 – 26. Februar 2016 1 Woche (insgesamt 1) | 1                                          | Rihanna                                    | Anti                                                  | –                         |
| 27. Februar 2016 – 4. März 2016 1 Woche (insgesamt 1) | 1                                          | Future                                     | Evol                                                  | –                         |
| 5. März 2016 – 11. März 2016 1 Woche (insgesamt 2) | 2                                          | Rihanna                                    | Anti                                                  | –                         |
| 12. März 2016 – 18. März 2016 1 Woche (insgesamt 1) | 1                                          | Yo Gotti                                   | The Art of Hustle                                     | –                         |
| 19. März 2016 – 25. März 2016 1 Woche (insgesamt 1) | 1                                          | Macklemore & Ryan Lewis                    | This Unruly Mess I’ve Made                            | –                         |
| 26. März 2016 – 8. April 2016 2 Wochen (insgesamt 3) | 3                                          | Kendrick Lamar                             | Untitled Unmastered                                   | –                         |
| 9. April 2016 – 15. April 2016 1 Woche (insgesamt 3) | 3                                          | Rihanna                                    | Anti                                                  | –                         |
| 16. April 2016 – 22. April 2016 1 Woche (insgesamt 1) | 1                                          | K. Michelle                                | More Issues Than Vogue                                | –                         |
| 23. April 2016 – 29. April 2016 1 Woche (insgesamt 1) | 1                                          | Twenty88                                   | Twenty88                                              | –                         |
| 30. April 2016 – 6. Mai 2016 1 Woche (insgesamt 4) | 4                                          | Rihanna                                    | Anti                                                  | –                         |
| 7. Mai 2016 – 13. Mai 2016 1 Woche (insgesamt 1) | 1                                          | Royce da 5′9″                              | Layers                                                | –                         |
| 14. Mai 2016 – 20. Mai 2016 1 Woche (insgesamt 10) | 10                                         | Beyoncé                                    | Lemonade                                              | –                         |
| 21. Mai 2016 – 3. Juni 2016 2 Wochen (insgesamt 2) | 2                                          | Drake                                      | Views                                                 | –                         |
| 4. Juni 2016 – 8. Juli 2016 5 Wochen (insgesamt 6) | 6                                          | Beyoncé                                    | Lemonade                                              | –                         |
| 9. Juli 2016 – 15. Juli 2016 1 Woche (insgesamt 3) | 3                                          | Drake                                      | Views                                                 | –                         |
| 16. Juli 2016 – 22. Juli 2016 1 Woche (insgesamt 7) | 7                                          | Beyoncé                                    | Lemonade                                              | –                         |
| 23. Juli 2016 – 29. Juli 2016 1 Woche (insgesamt 1) | 1                                          | Maxwell                                    | blackSUMMERS'night                                    | –                         |
| 30. Juli 2016 – 5. August 2016 1 Woche (insgesamt 1) | 1                                          | Schoolboy Q                                | Blank Face LP                                         | –                         |
| 6. August 2016 – 12. August 2016 1 Woche (insgesamt 8) | 8                                          | Beyoncé                                    | Lemonade                                              | –                         |
| 13. August 2016 – 19. August 2016 1 Woche (insgesamt 1) | 1                                          | Gucci Mane                                 | Everybody Looking                                     | –                         |
| 20. August 2016 – 26. August 2016 1 Woche (insgesamt 2) | 2                                          | DJ Khaled                                  | Major Key                                             | –                         |
| 27. August 2016 – 2. September 2016 1 Woche (insgesamt 9) | 9                                          | Beyoncé                                    | Lemonade                                              | –                         |
| 3. September 2016 – 9. September 2016 1 Woche (insgesamt 1) | 1                                          | PartyNextDoor                              | PartyNextDoor 3                                       | –                         |
| 10. September 2016 – 23. September 2016 2 Wochen (insgesamt 2) | 2                                          | Frank Ocean                                | Blonde                                                | –                         |
| 17. September 2016 – 23. September 2016 1 Woche (insgesamt 1) | 1                                          | De La Soul                                 | And the Anonymous Nobody...                           | –                         |
| 24. September 2016 – 30. September 2016 1 Woche (insgesamt 1) | 1                                          | Travis Scott                               | Birds in the Trap Sing McKnight                       | –                         |
| 1. Oktober 2016 – 7. Oktober 2016 1 Woche (insgesamt 10) | 10                                         | Beyoncé                                    | Lemonade                                              | –                         |
| 8. Oktober 2016 – 14. Oktober 2016 1 Woche (insgesamt 1) | 1                                          | Mac Miller                                 | The Divine Feminine                                   | –                         |
| 15. Oktober 2016 – 21. Oktober 2016 1 Woche (insgesamt 2) | 2                                          | Maxwell                                    | blackSUMMERS'night                                    | –                         |
| 22. Oktober 2016 – 4. November 2016 2 Wochen (insgesamt 2) | 2                                          | Solange                                    | A Seat at the Table                                   | –                         |
| 5. November 2016 – 11. November 2016 1 Woche (insgesamt 1) | 1                                          | The Game                                   | 1992                                                  | –                         |
| 12. November 2016 – 18. November 2016 1 Woche (insgesamt 1) | 1                                          | Joe Budden                                 | Rage & The Machine                                    | –                         |
| 19. November 2016 – 25. November 2016 1 Woche (insgesamt 1) | 1                                          | Jeezy                                      | Trap or Die 3                                         | –                         |
| 26. November 2016 – 2. Dezember 2016 1 Woche (insgesamt 1) | 1                                          | Alicia Keys                                | Here                                                  | –                         |
| 3. Dezember 2016 – 9. Dezember 2016 1 Woche (insgesamt 1) | 1                                          | A Tribe Called Quest                       | We Got It from Here … Thank You 4 Your Service        | –                         |
| 10. Dezember 2016 – 16. Dezember 2016 1 Woche (insgesamt 1) | 1                                          | Bruno Mars                                 | 24K Magic                                             | –                         |
| 17. Dezember 2016 – 23. Dezember 2016 1 Woche (insgesamt 1) | 1                                          | The Weeknd                                 | Starboy                                               | –                         |
| 24. Dezember 2016 – 30. Dezember 2016 1 Woche (insgesamt 1) | 1                                          | Various Artists                            | The Hamilton Mixtape                                  | –                         |

## R&B-Alben (Top 25)
| ← 2015 ← | Liste der Nummer-eins-R&B-Alben in den USA | Liste der Nummer-eins-R&B-Alben in den USA | Liste der Nummer-eins-R&B-Alben in den USA | 2017 →                    |
| \| Zeitraum \| Wo. ges. \| Interpret \| Titel \| Zusätzliche Informationen \| \| (Zeitraum, Wochen auf Platz eins, Interpret, Titel, zusätzliche Informationen) \| \| \| \| \| \| ------------------------------------------------------------------------------ \| -------- \| ---------------- \| ----------------------------- \| ------------------------- \| \| 26. Dezember 2015 – 1. Januar 2016 1 Woche (insgesamt 12) \| 12 \| The Weeknd \| Beauty Behind the Madness[35] \| – \| \| 2. Januar 2016 – 8. Januar 2016 1 Woche (insgesamt 1) \| 1 \| R. Kelly \| The Buffet \| – \| \| 9. Januar 2016 – 29. Januar 2016 3 Wochen (insgesamt 3) \| 3 \| Chris Brown \| Royalty \| – \| \| 30. Januar 2016 – 12. Februar 2016 2 Wochen (insgesamt 14) \| 14 \| The Weeknd \| Beauty Behind the Madness \| – \| \| 13. Februar 2016 – 19. Februar 2016 1 Woche (insgesamt 1) \| 1 \| Tank \| Sex Love & Pain II \| – \| \| 20. Februar 2016 – 15. April 2016 8 Wochen (insgesamt 7) \| 7 \| Rihanna \| Anti \| – \| \| 16. April 2016 – 22. April 2016 1 Woche (insgesamt 1) \| 1 \| K. Michelle \| More Issues Than Vogue \| – \| \| 23. April 2016 – 29. April 2016 1 Woche (insgesamt 1) \| 1 \| Twenty88 \| Twenty88 \| – \| \| 30. April 2016 – 13. Mai 2016 2 Wochen (insgesamt 9) \| 9 \| Rihanna \| Anti \| – \| \| 14. Mai 2016 – 22. Juli 2016 10 Wochen (insgesamt 10) \| 10 \| Beyoncé \| Lemonade´ \| – \| \| 23. Juli 2016 – 29. Juli 2016 1 Woche (insgesamt 1) \| 1 \| Maxwell \| blackSUMMERS'night \| – \| \| 30. Juli 2016 – 19. August 2016 3 Wochen (insgesamt 13) \| 13 \| Beyoncé \| Lemonade \| – \| \| 20. August 2016 – 26. August 2016 1 Woche (insgesamt 1) \| 1 \| Fantasia \| The Definition Of...[36] \| – \| \| 27. August 2016 – 2. September 2016 1 Woche (insgesamt 14) \| 14 \| Beyoncé \| Lemonade \| – \| \| 3. September 2016 – 9. September 2016 1 Woche (insgesamt 1) \| 1 \| PartyNextDoor \| PartyNextDoor 3 \| – \| \| 10. September 2016 – 23. September 2016 2 Wochen (insgesamt 2) \| 2 \| Frank Ocean \| Blonde \| – \| \| 24. September 2016 – 7. Oktober 2016 2 Wochen (insgesamt 16) \| 16 \| Beyoncé \| Lemonade \| – \| \| 8. Oktober 2016 – 14. Oktober 2016 1 Woche (insgesamt 1) \| 1 \| Usher \| Hard II Love[37] \| – \| \| 15. Oktober 2016 – 21. Oktober 2016 1 Woche (insgesamt 2) \| 2 \| Maxwell \| blackSUMMERS'night \| – \| \| 22. Oktober 2016 – 4. November 2016 2 Wochen (insgesamt 2) \| 2 \| Solange \| A Seat at the Table \| – \| \| 5. November 2016 – 25. Oktober 2016 51 Wochen (insgesamt 19) \| 19 \| Beyoncé \| Lemonade \| – \| \| 26. November 2016 – 2. Dezember 2016 1 Woche (insgesamt 1) \| 1 \| Alicia Keys \| Here \| – \| \| 3. Dezember 2016 – 9. Dezember 2016 1 Woche (insgesamt 1) \| 1 \| Joe \| My Name Is Joe Thomas[38] \| – \| \| 10. Dezember 2016 – 16. Dezember 2016 1 Woche (insgesamt 1) \| 1 \| Bruno Mars \| 24K Magic \| – \| \| 17. Dezember 2016 – 23. Dezember 2016 1 Woche (insgesamt 1) \| 1 \| The Weeknd \| Starboy \| – \| \| 24. Dezember 2016 – 30. Dezember 2016 1 Woche (insgesamt 1) \| 1 \| Childish Gambino \| “Awaken, My Love!”[39] \| – \| |                                            |                                            |                                            |                           |
| ← 2015 |                                            |                                            |                                            | → 2017 →                  |
| Zeitraum | Wo. ges.                                   | Interpret                                  | Titel                                      | Zusätzliche Informationen |
| (Zeitraum, Wochen auf Platz eins, Interpret, Titel, zusätzliche Informationen) |                                            |                                            |                                            |                           |
| 26. Dezember 2015 – 1. Januar 2016 1 Woche (insgesamt 12) | 12                                         | The Weeknd                                 | Beauty Behind the Madness                  | –                         |
| 2. Januar 2016 – 8. Januar 2016 1 Woche (insgesamt 1) | 1                                          | R. Kelly                                   | The Buffet                                 | –                         |
| 9. Januar 2016 – 29. Januar 2016 3 Wochen (insgesamt 3) | 3                                          | Chris Brown                                | Royalty                                    | –                         |
| 30. Januar 2016 – 12. Februar 2016 2 Wochen (insgesamt 14) | 14                                         | The Weeknd                                 | Beauty Behind the Madness                  | –                         |
| 13. Februar 2016 – 19. Februar 2016 1 Woche (insgesamt 1) | 1                                          | Tank                                       | Sex Love & Pain II                         | –                         |
| 20. Februar 2016 – 15. April 2016 8 Wochen (insgesamt 7) | 7                                          | Rihanna                                    | Anti                                       | –                         |
| 16. April 2016 – 22. April 2016 1 Woche (insgesamt 1) | 1                                          | K. Michelle                                | More Issues Than Vogue                     | –                         |
| 23. April 2016 – 29. April 2016 1 Woche (insgesamt 1) | 1                                          | Twenty88                                   | Twenty88                                   | –                         |
| 30. April 2016 – 13. Mai 2016 2 Wochen (insgesamt 9) | 9                                          | Rihanna                                    | Anti                                       | –                         |
| 14. Mai 2016 – 22. Juli 2016 10 Wochen (insgesamt 10) | 10                                         | Beyoncé                                    | Lemonade´                                  | –                         |
| 23. Juli 2016 – 29. Juli 2016 1 Woche (insgesamt 1) | 1                                          | Maxwell                                    | blackSUMMERS'night                         | –                         |
| 30. Juli 2016 – 19. August 2016 3 Wochen (insgesamt 13) | 13                                         | Beyoncé                                    | Lemonade                                   | –                         |
| 20. August 2016 – 26. August 2016 1 Woche (insgesamt 1) | 1                                          | Fantasia                                   | The Definition Of...                       | –                         |
| 27. August 2016 – 2. September 2016 1 Woche (insgesamt 14) | 14                                         | Beyoncé                                    | Lemonade                                   | –                         |
| 3. September 2016 – 9. September 2016 1 Woche (insgesamt 1) | 1                                          | PartyNextDoor                              | PartyNextDoor 3                            | –                         |
| 10. September 2016 – 23. September 2016 2 Wochen (insgesamt 2) | 2                                          | Frank Ocean                                | Blonde                                     | –                         |
| 24. September 2016 – 7. Oktober 2016 2 Wochen (insgesamt 16) | 16                                         | Beyoncé                                    | Lemonade                                   | –                         |
| 8. Oktober 2016 – 14. Oktober 2016 1 Woche (insgesamt 1) | 1                                          | Usher                                      | Hard II Love                               | –                         |
| 15. Oktober 2016 – 21. Oktober 2016 1 Woche (insgesamt 2) | 2                                          | Maxwell                                    | blackSUMMERS'night                         | –                         |
| 22. Oktober 2016 – 4. November 2016 2 Wochen (insgesamt 2) | 2                                          | Solange                                    | A Seat at the Table                        | –                         |
| 5. November 2016 – 25. Oktober 2016 51 Wochen (insgesamt 19) | 19                                         | Beyoncé                                    | Lemonade                                   | –                         |
| 26. November 2016 – 2. Dezember 2016 1 Woche (insgesamt 1) | 1                                          | Alicia Keys                                | Here                                       | –                         |
| 3. Dezember 2016 – 9. Dezember 2016 1 Woche (insgesamt 1) | 1                                          | Joe                                        | My Name Is Joe Thomas                      | –                         |
| 10. Dezember 2016 – 16. Dezember 2016 1 Woche (insgesamt 1) | 1                                          | Bruno Mars                                 | 24K Magic                                  | –                         |
| 17. Dezember 2016 – 23. Dezember 2016 1 Woche (insgesamt 1) | 1                                          | The Weeknd                                 | Starboy                                    | –                         |
| 24. Dezember 2016 – 30. Dezember 2016 1 Woche (insgesamt 1) | 1                                          | Childish Gambino                           | “Awaken, My Love!”                         | –                         |

## Rap-Alben (Top 25)
| ← 2015 ← | Liste der Nummer-eins-R&B-Alben in den USA | Liste der Nummer-eins-R&B-Alben in den USA | Liste der Nummer-eins-R&B-Alben in den USA            | 2017 →                    |
| \| Zeitraum \| Wo. ges. \| Interpret \| Titel \| Zusätzliche Informationen \| \| (Zeitraum, Wochen auf Platz eins, Interpret, Titel, zusätzliche Informationen) \| \| \| \| \| \| ------------------------------------------------------------------------------ \| -------- \| ---------------------------------- \| ----------------------------------------------------- \| ------------------------- \| \| 26. Dezember 2015 – 8. Januar 2016 2 Wochen (insgesamt 2) \| 2 \| G-Eazy \| When It’s Dark Out \| – \| \| 9. Januar 2016 – 15. Januar 2016 1 Woche (insgesamt 1) \| 1 \| Pusha T \| King Push – Darkest Before Dawn: The Prelude[40] \| – \| \| 16. Januar 2016 – 29. Januar 2016 2 Wochen (insgesamt 4) \| 4 \| G-Eazy \| When It’s Dark Out \| – \| \| 30. Januar 2016 – 5. Februar 2016 1 Woche (insgesamt 1) \| 1 \| Original Motion Picture Soundtrack \| Straight Outta Compton: Music from the Motion Picture \| – \| \| 6. Februar 2016 – 12. Februar 2016 1 Woche (insgesamt 1) \| 1 \| Lecrae \| Church Clothes 3[41] \| – \| \| 13. Februar 2016 – 19. Februar 2016 1 Woche (insgesamt 1) \| 1 \| Hoodie Allen \| Happy Camper[42] \| – \| \| 20. Februar 2016 – 26. Februar 2016 1 Woche (insgesamt 1) \| 1 \| Kevin Gates \| Islah[43] \| – \| \| 27. Februar 2016 – 4. März 2016 1 Woche (insgesamt 1) \| 1 \| Future \| Evol \| – \| \| 5. März 2016 – 11. März 2016 1 Woche (insgesamt 3) \| 3 \| Kendrick Lamar \| To Pimp a Butterfly[44] \| – \| \| 12. März 2016 – 18. März 2016 1 Woche (insgesamt 1) \| 1 \| Yo Gotti \| The Art of Hustle \| – \| \| 19. März 2016 – 25. März 2016 1 Woche (insgesamt 1) \| 1 \| Macklemore & Ryan Lewis \| This Unruly Mess I’ve Made \| – \| \| 26. März 2016 – 15. April 2016 3 Wochen (insgesamt 3) \| 3 \| Kendrick Lamar \| Untitled Unmastered \| – \| \| 16. April 2016 – 22. April 2016 1 Woche (insgesamt 1) \| 1 \| Young Thug \| Slime Season 3[45] \| – \| \| 23. April 2016 – 29. April 2016 1 Woche (insgesamt 1) \| 1 \| Twenty88 \| Twenty88 \| – \| \| 30. April 2016 – 13. Mai 2016 2 Wochen (insgesamt 3) \| 3 \| Original Broadway Cast \| Hamilton: An American Musical[46] \| – \| \| 14. Mai 2016 – 20. Mai 2016 1 Woche (insgesamt 1) \| 1 \| NF \| Therapy Session[47] \| – \| \| 21. Mai 2016 – 1. Juli 2016 6 Wochen (insgesamt 6) \| 6 \| Drake \| Views \| – \| \| 2. Juli 2016 – 8. Juli 2016 1 Woche (insgesamt 4) \| 4 \| Original Broadway Cast \| Hamilton: An American Musical \| – \| \| 9. Juli 2016 – 29. Juli 2016 3 Wochen (insgesamt 9) \| 9 \| Drake \| Views \| – \| \| 30. Juli 2016 – 5. August 2016 1 Woche (insgesamt 1) \| 1 \| Schoolboy Q \| Blank Face LP \| – \| \| 6. August 2016 – 12. August 2016 1 Woche (insgesamt 5) \| 5 \| Original Broadway Cast \| Hamilton: An American Musical \| – \| \| 13. August 2016 – 19. August 2016 1 Woche (insgesamt 1) \| 1 \| Gucci Mane \| Everybody Looking \| – \| \| 20. August 2016 – 2. September 2016 2 Wochen (insgesamt 2) \| 2 \| DJ Khaled \| Major Key \| – \| \| 3. September 2016 – 9. September 2016 1 Woche (insgesamt 1) \| 1 \| Atmosphere \| Fishing Blues[48] \| – \| \| 10. September 2016 – 16. September 2016 1 Woche (insgesamt 1) \| 1 \| Tory Lanez \| I Told You[49] \| – \| \| 17. September 2016 – 23. September 2016 1 Woche (insgesamt 1) \| 1 \| De La Soul \| And the Anonymous Nobody...[50] \| – \| \| 24. September 2016 – 7. Oktober 2016 2 Wochen (insgesamt 2) \| 2 \| Travis Scott \| Birds in the Trap Sing McKnight \| – \| \| 8. Oktober 2016 – 14. Oktober 2016 1 Woche (insgesamt 1) \| 1 \| Mac Miller \| The Divine Feminine \| – \| \| 15. Oktober 2016 – 4. November 2016 3 Wochen (insgesamt 8) \| 8 \| Original Broadway Cast \| Hamilton: An American Musical \| – \| \| 5. November 2016 – 11. November 2016 1 Woche (insgesamt 1) \| 1 \| The Game \| 1992 \| – \| \| 12. November 2016 – 18. November 2016 1 Woche (insgesamt 9) \| 9 \| Original Broadway Cast \| Hamilton: An American Musical \| – \| \| 19. November 2016 – 25. November 2016 1 Woche (insgesamt 1) \| 1 \| Jeezy \| Trap or Die 3 \| – \| \| 26. November 2016 – 2. Dezember 2016 1 Woche (insgesamt 10) \| 10 \| Original Broadway Cast \| Hamilton: An American Musical \| – \| \| 3. Dezember 2016 – 23. Dezember 2016 3 Wochen (insgesamt 3) \| 3 \| A Tribe Called Quest \| We Got It from Here … Thank You 4 Your Service \| – \| \| 24. Dezember 2016 – 30. Dezember 2016 1 Woche (insgesamt 1) \| 1 \| Various Artists \| The Hamilton Mixtape \| – \| |                                            |                                            |                                                       |                           |
| ← 2015 |                                            |                                            |                                                       | → 2017 →                  |
| Zeitraum | Wo. ges.                                   | Interpret                                  | Titel                                                 | Zusätzliche Informationen |
| (Zeitraum, Wochen auf Platz eins, Interpret, Titel, zusätzliche Informationen) |                                            |                                            |                                                       |                           |
| 26. Dezember 2015 – 8. Januar 2016 2 Wochen (insgesamt 2) | 2                                          | G-Eazy                                     | When It’s Dark Out                                    | –                         |
| 9. Januar 2016 – 15. Januar 2016 1 Woche (insgesamt 1) | 1                                          | Pusha T                                    | King Push – Darkest Before Dawn: The Prelude          | –                         |
| 16. Januar 2016 – 29. Januar 2016 2 Wochen (insgesamt 4) | 4                                          | G-Eazy                                     | When It’s Dark Out                                    | –                         |
| 30. Januar 2016 – 5. Februar 2016 1 Woche (insgesamt 1) | 1                                          | Original Motion Picture Soundtrack         | Straight Outta Compton: Music from the Motion Picture | –                         |
| 6. Februar 2016 – 12. Februar 2016 1 Woche (insgesamt 1) | 1                                          | Lecrae                                     | Church Clothes 3                                      | –                         |
| 13. Februar 2016 – 19. Februar 2016 1 Woche (insgesamt 1) | 1                                          | Hoodie Allen                               | Happy Camper                                          | –                         |
| 20. Februar 2016 – 26. Februar 2016 1 Woche (insgesamt 1) | 1                                          | Kevin Gates                                | Islah                                                 | –                         |
| 27. Februar 2016 – 4. März 2016 1 Woche (insgesamt 1) | 1                                          | Future                                     | Evol                                                  | –                         |
| 5. März 2016 – 11. März 2016 1 Woche (insgesamt 3) | 3                                          | Kendrick Lamar                             | To Pimp a Butterfly                                   | –                         |
| 12. März 2016 – 18. März 2016 1 Woche (insgesamt 1) | 1                                          | Yo Gotti                                   | The Art of Hustle                                     | –                         |
| 19. März 2016 – 25. März 2016 1 Woche (insgesamt 1) | 1                                          | Macklemore & Ryan Lewis                    | This Unruly Mess I’ve Made                            | –                         |
| 26. März 2016 – 15. April 2016 3 Wochen (insgesamt 3) | 3                                          | Kendrick Lamar                             | Untitled Unmastered                                   | –                         |
| 16. April 2016 – 22. April 2016 1 Woche (insgesamt 1) | 1                                          | Young Thug                                 | Slime Season 3                                        | –                         |
| 23. April 2016 – 29. April 2016 1 Woche (insgesamt 1) | 1                                          | Twenty88                                   | Twenty88                                              | –                         |
| 30. April 2016 – 13. Mai 2016 2 Wochen (insgesamt 3) | 3                                          | Original Broadway Cast                     | Hamilton: An American Musical                         | –                         |
| 14. Mai 2016 – 20. Mai 2016 1 Woche (insgesamt 1) | 1                                          | NF                                         | Therapy Session                                       | –                         |
| 21. Mai 2016 – 1. Juli 2016 6 Wochen (insgesamt 6) | 6                                          | Drake                                      | Views                                                 | –                         |
| 2. Juli 2016 – 8. Juli 2016 1 Woche (insgesamt 4) | 4                                          | Original Broadway Cast                     | Hamilton: An American Musical                         | –                         |
| 9. Juli 2016 – 29. Juli 2016 3 Wochen (insgesamt 9) | 9                                          | Drake                                      | Views                                                 | –                         |
| 30. Juli 2016 – 5. August 2016 1 Woche (insgesamt 1) | 1                                          | Schoolboy Q                                | Blank Face LP                                         | –                         |
| 6. August 2016 – 12. August 2016 1 Woche (insgesamt 5) | 5                                          | Original Broadway Cast                     | Hamilton: An American Musical                         | –                         |
| 13. August 2016 – 19. August 2016 1 Woche (insgesamt 1) | 1                                          | Gucci Mane                                 | Everybody Looking                                     | –                         |
| 20. August 2016 – 2. September 2016 2 Wochen (insgesamt 2) | 2                                          | DJ Khaled                                  | Major Key                                             | –                         |
| 3. September 2016 – 9. September 2016 1 Woche (insgesamt 1) | 1                                          | Atmosphere                                 | Fishing Blues                                         | –                         |
| 10. September 2016 – 16. September 2016 1 Woche (insgesamt 1) | 1                                          | Tory Lanez                                 | I Told You                                            | –                         |
| 17. September 2016 – 23. September 2016 1 Woche (insgesamt 1) | 1                                          | De La Soul                                 | And the Anonymous Nobody...                           | –                         |
| 24. September 2016 – 7. Oktober 2016 2 Wochen (insgesamt 2) | 2                                          | Travis Scott                               | Birds in the Trap Sing McKnight                       | –                         |
| 8. Oktober 2016 – 14. Oktober 2016 1 Woche (insgesamt 1) | 1                                          | Mac Miller                                 | The Divine Feminine                                   | –                         |
| 15. Oktober 2016 – 4. November 2016 3 Wochen (insgesamt 8) | 8                                          | Original Broadway Cast                     | Hamilton: An American Musical                         | –                         |
| 5. November 2016 – 11. November 2016 1 Woche (insgesamt 1) | 1                                          | The Game                                   | 1992                                                  | –                         |
| 12. November 2016 – 18. November 2016 1 Woche (insgesamt 9) | 9                                          | Original Broadway Cast                     | Hamilton: An American Musical                         | –                         |
| 19. November 2016 – 25. November 2016 1 Woche (insgesamt 1) | 1                                          | Jeezy                                      | Trap or Die 3                                         | –                         |
| 26. November 2016 – 2. Dezember 2016 1 Woche (insgesamt 10) | 10                                         | Original Broadway Cast                     | Hamilton: An American Musical                         | –                         |
| 3. Dezember 2016 – 23. Dezember 2016 3 Wochen (insgesamt 3) | 3                                          | A Tribe Called Quest                       | We Got It from Here … Thank You 4 Your Service        | –                         |
| 24. Dezember 2016 – 30. Dezember 2016 1 Woche (insgesamt 1) | 1                                          | Various Artists                            | The Hamilton Mixtape                                  | –                         |